# جایزه جان فلوریو
جایزه جان فلوریو (به انگلیسی: John Florio Prize)، جایزه ای است که به بهترین مترجم کتب ادبی ایتالیایی داده می‌شود. گزینش و اهدا جایزه توسط انجمن نویسندگان بریتانیا صورت می‌گیرد.
با حمایت مشترک مؤسسه فرهنگی ایتالیا و شورای هنر انگلستان، این جایزه که از نام جان فلوریو، نویسنده و مترجم انگلیسی-ایتالیایی نامگذاری شده‌است، از سال ۱۹۶۳ به صورت سالانه و از سال ۱۹۸۰ دو سال یکبار به بهترین ترجمه انگلیسی از یک اثر کامل با ارزش ادبی و مورد علاقه عمومی از زبان ایتالیایی داده می‌شود. از برندگان این جایزه می‌توان به جین گریسون(۱۹۶۶)، ویلیام ویور(۱۹۶۹) و جولیان میچل(۱۹۸۰) اشاره کرد.